# رالستون كروفورد
رالستون كروفورد (بالإنجليزية: Ralston Crawford)‏ هو مصور ورسام أمريكي، ولد في 5 سبتمبر 1906 في سانت كاثرينز في كندا، وتوفي في 27 أبريل 1978 في هيوستن في الولايات المتحدة بسبب سرطان.